# Peter Taylor (labdarúgó, 1928)
Peter Thomas Taylor (Nottingham, 1928. július 2. – Mallorca, 1990. október 4.) angol labdarúgó és labdarúgóedző, több csapatnál is Brian Clough segédedzője volt.

## Sikerei, díjai

### Edzőként
Burton Albion
- Southern League Cup: 1964

### Segédedzőként
Derby County
- Second Division: 1968–69
- First Division: 1971–72
- Texaco Cup: 1971–72
- Watney Cup: 1970

Nottingham Forest
- First Division: 1977–78
- BEK: 1979, 1980
- UEFA-szuperkupa: 1979
- Ligakupa: 1978, 1979
- Charity Shield: 1978

## Fordítás
- Ez a szócikk részben vagy egészben  a   Peter Taylor (footballer born 1928) című angol Wikipédia-szócikk fordításán alapul.  Az eredeti cikk szerkesztőit annak laptörténete sorolja fel. Ez a jelzés csupán a megfogalmazás eredetét és a szerzői jogokat jelzi, nem szolgál a cikkben szereplő információk forrásmegjelöléseként.